# Det goda hoppet
Det goda hoppet (danska: Det gode håb) är en danskspråkig roman från 1964 av den färöiske författaren William Heinesen. Den utspelar sig på 1600-talet och skildrar livet i Torshamn genom ett antal brev skrivna från en dansk präst till en äldre kollega. Boken är i realistisk stil och präglad av humor och ironi. Den gavs ut på svenska 1965 i översättning av Gunnar Barklund.
Det goda hoppet mottog Nordiska rådets litteraturpris 1965. Bedömningkommittén skrev att boken "ger en frodig och färgrik bild av en krisperiod i nordisk historia och samtidigt en allmängiltig skildring av kampen mellan rättvisa och förtryck".